# David Boreanaz
David Boreanaz (født 16. maj 1969) er en Saturn Award vindende amerikansk skuespiller og producer, bedst kendt for sin rolle som Angel i den overnaturlige dramaserier Buffy the Vampire Slayer og Angel, og som Seeley Booth på tv-drama Bones. TV-serien Bones, vises på TV3.

## Tidlige liv
David Boreanaz blev født den 16. maj 1969 i Buffalo, New York og han voksede op i Philadelphia, Pennsylvania, hvor hans far, Dave Roberts, er en meteorolog for ABC-ejede WPVI-tv-kanal 6, og hans mor, Patti Boreanaz, arbejde i et rejsebureau. Han er af italiensk og tjekkisk afstamning (efternavnet Boreanaz er af det nordlige italiensk oprindelse). Han er Romersk-katolsk.
Boreanaz gik på gymnasium, Malvern Preparatory School i Malvern, Pennsylvania og gik på college på Ithaca College i Ithaca, New York. Efter sin eksamen, flyttede Boreanaz til Hollywood, Californien for at forfølge en skuespillerkarriere.

## Karriere
Boreanaz første optræden var en gæste rolle i amerikanske sitcom, Vore værste år, som Kelly's biker kæreste. Han fik en rolle i tv-serien Buffy - Vampyrernes Skræk, efter tilskyndelse fra sin første kone, en irsk kvinde ved navn Ingrid Quinn, om at gå til audition. I kult-serien, spillede han den mystiske Angel, en vampyr med en sjæl. Showet blev en enorm succes og Boreanaz medvirkede i en spin-off serien, Angel, som gav figuren en chance for at udvikle sig og koncentrerede sig om Angel's kamp for at frelse sin sjæl. Han optrådte på Buffy fra 1997 til 1999, hvorefter han begyndte hovedrollen i Angel, der løb frem til 2004.
Boreanaz har kun medvirket i et stort Film i 2001 Slasher horror film, Valentin, der sammen med Denise Richards og Katherine Heigl. I 2003 optrådte han i musikvideoen til sangerinden Dido "White Flag", og var stemmen af Leon (Squall Leonhart) i videospillet Kingdom Hearts, men det gjorde han ikke i efterfølgeren.
I 2005 begyndte Boreanaz sammen med Emily Deschanel på den nuværende prime time tv-serier, Bones. Han optrådte også i These Girls, en canadisk film, hvor han spillede en biker, filmen fik en begrænset biografpremiere i Canada i marts 2006, efter at have premiere på Toronto Film Festival og Vancouver International Film Festival. Han har også medvirket i den uafhængige film Mr. Fix det og Suffering Man's Charity (også kaldet "Ghost Writer"), såvel som de direkte-til-DVD "The Crow: Wicked Prayer". I samme år, lage han også stemme til Hal Jordan i den direkte til video DC tegnefilm Justice League: The New Frontier. I sæson 3 finale i hans tv-serien Bones, ses Booth i hans badekar læse et spørgsmål om Green Lantern, en figur han lagde stemme til i Justice League: The New Frontier film.
Udover at være producent på Bones siden sin tredje sæson, har Boreanaz også instruerede episoden " The Bones That Foam." Dette var hans anden gang som en direktør i Angel's femte og sidste sæson Boreanaz var producent episoden "Soul Purpose".

## Personlige liv
Boreanaz bor i Los Angeles, Californien. Han var gift med Ingrid Quinn, i perioden fra den 7. juni 1997 til oktober 1999.Knap 2 år senere blev han gift med skuespiller og model Jaime Bergman, mere præcist den 24. november 2001. Han og Jaime har en søn, Jaden Rayne, som har fødselsdag den 1. maj 2002. De har også en datter, Bardot Vita Boreanaz, som blev født den 31. august 2009 Han er fan af Philadelphia Flyers og Philadelphia Phillies.
Boreanaz har et tæt og stærkt bånd til sin Bones co-star Emily Deschanel; Deres stærke kemi og gode forhold har vakt stor opsigt i filmbranchen.

## Filmografi

### Film
| År   | Film                             | Rolle                             | Andre noter                     |
| ---- | -------------------------------- | --------------------------------- | ------------------------------- |
| 1993 | Best of the Best 2               | statist                           | ukrediteret                     |
| 1993 | Aspen Extreme                    | statist                           | ukrediteret                     |
| 1996 | Macabre Pair of Shorts           | Vampyr offer                      |                                 |
| 2001 | Valentine                        | Adam Carr                         |                                 |
| 2002 | I'm With Lucy                    | Luke                              |                                 |
| 2005 | The Crow: Wicked Prayer          | Luc Crash                         |                                 |
| 2006 | These Girls                      | Keith Clark                       | Begrænset udgivelse             |
| 2006 | Mr. Fix It                       | Lance Valenteen                   |                                 |
| 2006 | The Hard Easy                    | Roger Hargitay                    |                                 |
| 2007 | Suffering Man's Charity          | Sebastian                         | Direkte-til-video               |
| 2008 | Justice League: The New Frontier | Hal Jordan/Green Lantern (stemme) | Direkte-til-video animated film |
| 2009 | The Mighty Macs                  | Ed Rush                           |                                 |

### TV-serier
| År        | Titel                    | Rolle        | Andre noter                                                        |
| --------- | ------------------------ | ------------ | ------------------------------------------------------------------ |
| 1993      | Vore værste år           | Frank        | 1 Episode - ?                                                      |
| 1997-2003 | Buffy the Vampire Slayer | Angel        | 57 Episoder - Series 1-3 og lejlighedsvis gæstestjerne serie i 4-7 |
| 1999-2004 | Angel                    | Angel        | 110 Episoder                                                       |
| 2002      | Baby Blues               | Johnny       | 1 Episode - Teddy-Cam                                              |
| 2006      | Punk'd                   | Sig selv     | Boreanaz og hustru Punk'd på en diner                              |
| 2005-2017 | Bones                    | Seeley Booth | 127 Episoder; co-producent, siden Sæson 3 med Emily Deschanel      |
| 2017-2022 | SEAL Team                | Jason Hayes  | Hovedrolle                                                         |

## Videospil
| År   | Spil                            | Rolle           | Andre noter                           |
| ---- | ------------------------------- | --------------- | ------------------------------------- |
| 2002 | Buffy the Vampire Slayer (Xbox) | Angel           |                                       |
| 2002 | Kingdom Hearts                  | Squall Leonhart | Vente ikke tilbage i Kingdom Hearts 2 |